# (3385) Bronnina
(3385) Bronnina est un astéroïde de la ceinture principale.

## Description
(3385) Bronnina est un astéroïde de la ceinture principale. Il fut découvert le 24 septembre 1979 à Naoutchnyï par Nikolaï Tchernykh. Il présente une orbite caractérisée par un demi-grand axe de 2,22 UA, une excentricité de 0,04 et une inclinaison de 6,8° par rapport à l'écliptique.

## Compléments